# Gilli (Islas Feroe)
Gilli fue un caudillo vikingo y bóndi de las Islas Feroe en el siglo XI y aparece como personaje histórico en la saga Færeyinga y la saga de Olaf II el Santo que le cita como el primer Løgmaður (primer ministro) del archipiélago hacia el año 1000 tras el final de la mancomunidad faroesa y pasar las islas a la corona de Noruega, entonces bajo el reinado de Olaf II el Santo.
El rey Olaf había dispuesto a tres terratenientes locales como leales representantes de la corona en las Islas Feroe: Gilli, Tórolvur Sigmundsson y Leivur Øssursson.
No existen más registros históricos sobre su papel político y tampoco sobre su vida personal. Tampoco se conoce su sucesor hasta la aparición de Sjúrður hacia 1300, uno de los autores de Seyðabrævið en 1298.